# Куяры
Куяры́ — река в Омской области России, правый приток Шиша, протекает по Знаменскому району и Тарскому району.
Длина реки составляет 57 км, площадь водосборного бассейна — 361 км².
Устье реки находится в 35 км по правому берегу реки Шиш на высоте 54 м над уровнем моря. В 5 км от устья, по правому берегу реки впадает река Тайтузинка. В 40 км от устья, по левому берегу реки впадает река Сага.

## Данные водного реестра
По данным государственного водного реестра России относится к Иртышскому бассейновому округу, водохозяйственный участок реки — Иртыш от впадения реки Омь до впадения реки Ишим, без реки Оша, речной подбассейн реки — бассейны притоков Иртыша до впадения Ишима. Речной бассейн реки — Иртыш.